# Copa Libertadores 2001
La Copa Libertadores 2001, denominada por motivos comerciales Copa Toyota Libertadores 2001, fue la cuadragésima segunda edición del torneo de clubes más importante de América del Sur, organizado por la Confederación Sudamericana de Fútbol, en la que participaron equipos de once países: Argentina, Bolivia, Brasil, Chile, Colombia, Ecuador, México, Paraguay, Perú, Uruguay y Venezuela.
El campeón fue nuevamente Boca Juniors, revalidando el título logrado en la edición previa y alcanzando su cuarta conquista en la competición, siendo de este modo el segundo club en conseguir dos bicampeonatos en esta competición (después de Independiente). Por su parte, Cruz Azul se convirtió en el primer club en acceder como invitado a la final del torneo, por ende, sin importar el resultado, el equipo argentino ya estaba calificado para disputar la Copa Intercontinental 2001 ante Bayern Múnich de Alemania y la fase de grupos de la Copa Libertadores 2002.

## Formato
Los representantes de México y Venezuela jugaron una eliminatoria previa en una zona única y bajo el sistema de todos contra todos a ida y vuelta para determinar los últimos 2 equipos que se unirían a los 30 clasificados en la Fase de grupos. En esta última, los 32 clubes participantes fueron divididos en ocho grupos de 4 equipos; los dos primeros de cada grupo clasificaron a las fases finales, disputadas bajo el sistema de eliminación directa y compuestas por los octavos de final, los cuartos de final, las semifinales y la final, en la que se declaró al campeón.
|                             |                             | Equipos que entran en esta fase | Equipos que provienen de la fase anterior                                           |
| --------------------------- | --------------------------- | --- | ----------------------------------------------------------------------------------- |
| Fase de grupos (32 equipos) | Fase de grupos (32 equipos) | - 1 equipo, campeón de la Copa Libertadores 2000 - 4 equipos de Argentina y Brasil - 3 equipos de Bolivia, Chile, Colombia, Ecuador, Paraguay, Perú y Uruguay - 2 equipos clasificados de la Copa Pre Libertadores 2001 |                                                                                     |
| Fases finales (16 equipos)  | Fases finales (16 equipos)  | | - 8 equipos primeros de la Fase de grupos - 8 equipos segundos de la Fase de grupos |

## Copa Pre Libertadores
Los dos clasificados de México y los dos de Venezuela se enfrentaron en la Copa Pre Libertadores, con el fin de determinar a los dos últimos cuadros clasificados a la fase de grupos del certamen. El torneo se desarrolló bajo un sistema de liguilla en donde se enfrentaron todos contra todos. Los equipos ubicados en primer y segundo lugar de la tabla final accedieron a la Copa Libertadores.

### Equipos participantes
| País               | Equipo                                 | Vía de clasificación                                                                                       |
| ------------------ | -------------------------------------- | --- |
| México 2 invitados | Cruz Azul Atlante                      | Campeón de la Pre Pre Libertadores 2000 Subcampeón de la Pre Pre Libertadores 2000                         |
| Venezuela 2 cupos  | Deportivo Táchira Deportivo Italchacao | Campeón de la Primera División de Venezuela 1999-00 Subcampeón de la Primera División de Venezuela 1999-00 |

### Resultados
| Equipo               | Pts. | PJ | PG | PE | PP | GF | GC | DG |
| -------------------- | ---- | -- | -- | -- | -- | -- | -- | -- |
| Cruz Azul            | 12   | 6  | 4  | 0  | 2  | 15 | 8  | 7  |
| Deportivo Táchira    | 12   | 6  | 4  | 0  | 2  | 7  | 8  | –1 |
| Deportivo Italchacao | 9    | 6  | 3  | 0  | 3  | 9  | 10 | –1 |
| Atlante              | 3    | 6  | 1  | 0  | 5  | 8  | 13 | –5 |

| \| Fecha \| Lugar \| Local \| Resultado \| Visitante \| \| ------------------------ \| ---------------- \| -------------------- \| --------- \| -------------------- \| \| 20 de septiembre de 2000 \| Ciudad de México \| Atlante \| 2:4 \| Cruz Azul \| \| 21 de septiembre de 2000 \| Caracas \| Deportivo Italchacao \| 1:2 \| Deportivo Táchira \| \| 26 de septiembre de 2000 \| Caracas \| Deportivo Italchacao \| 2:0 \| Atlante \| \| 28 de septiembre de 2000 \| San Cristóbal \| Deportivo Táchira \| 1:0 \| Atlante \| \| 10 de octubre de 2000 \| Caracas \| Deportivo Italchacao \| 0:2 \| Cruz Azul \| \| 12 de octubre de 2000 \| San Cristóbal \| Deportivo Táchira \| 1:0 \| Cruz Azul \| \| 25 de octubre de 2000 \| San Cristóbal \| Deportivo Táchira \| 0:2 \| Deportivo Italchacao \| \| 25 de octubre de 2000 \| Ciudad de México \| Cruz Azul \| 1:3 \| Atlante \| \| 31 de octubre de 2000 \| Ciudad de México \| Atlante \| 2:3 \| Deportivo Italchacao \| \| 2 de noviembre de 2000 \| Ciudad de México \| Cruz Azul \| 4:1 \| Deportivo Italchacao \| \| 21 de noviembre de 2000 \| Ciudad de México \| Atlante \| 1:2 \| Deportivo Táchira \| \| 23 de noviembre de 2000 \| Ciudad de México \| Cruz Azul \| 4:1 \| Deportivo Táchira \| |                  |                      |           |                      |
| Fecha | Lugar            | Local                | Resultado | Visitante            |
| 20 de septiembre de 2000 | Ciudad de México | Atlante              | 2:4       | Cruz Azul            |
| 21 de septiembre de 2000 | Caracas          | Deportivo Italchacao | 1:2       | Deportivo Táchira    |
| 26 de septiembre de 2000 | Caracas          | Deportivo Italchacao | 2:0       | Atlante              |
| 28 de septiembre de 2000 | San Cristóbal    | Deportivo Táchira    | 1:0       | Atlante              |
| 10 de octubre de 2000 | Caracas          | Deportivo Italchacao | 0:2       | Cruz Azul            |
| 12 de octubre de 2000 | San Cristóbal    | Deportivo Táchira    | 1:0       | Cruz Azul            |
| 25 de octubre de 2000 | San Cristóbal    | Deportivo Táchira    | 0:2       | Deportivo Italchacao |
| 25 de octubre de 2000 | Ciudad de México | Cruz Azul            | 1:3       | Atlante              |
| 31 de octubre de 2000 | Ciudad de México | Atlante              | 2:3       | Deportivo Italchacao |
| 2 de noviembre de 2000 | Ciudad de México | Cruz Azul            | 4:1       | Deportivo Italchacao |
| 21 de noviembre de 2000 | Ciudad de México | Atlante              | 1:2       | Deportivo Táchira    |
| 23 de noviembre de 2000 | Ciudad de México | Cruz Azul            | 4:1       | Deportivo Táchira    |

## Equipos participantes
En cursiva los equipos debutantes en el torneo.
| País                                | Equipo                                                               | Vía de clasificación |
| ----------------------------------- | -------------------------------------------------------------------- | --- |
| Argentina 4 cupos + campeón vigente | Boca Juniors River Plate San Lorenzo Rosario Central Vélez Sarsfield | Campeón de la Copa Libertadores 2000 Campeón del Torneo Apertura 1999 y del Torneo Clausura 2000 Mejor equipo ubicado en la tabla de posiciones del Campeonato de Primera División 1999-00 2.º mejor equipo ubicado en la tabla de posiciones del Campeonato de Primera División 1999-00 3.º mejor equipo ubicado en la tabla de posiciones del Campeonato de Primera División 1999-00 |
| Bolivia 3 cupos                     | Jorge Wilstermann Oriente Petrolero The Strongest                    | Campeón del Torneo Apertura 2000 Campeón del Torneo Clausura 2000 Ganador del partido entre los subcampeones del Torneo Apertura 2000 y del Torneo Clausura 2000 |
| Brasil 4 cupos                      | Vasco da Gama São Caetano Cruzeiro Palmeiras                         | Campeón del Campeonato Brasileño de 2000 Subcampeón del Campeonato Brasileño de 2000 Campeón de la Copa de Brasil 2000 Campeón de la Copa de Campeones 2000 |
| Chile 3 cupos                       | Universidad de Chile Cobreloa Deportes Concepción                    | Campeón del Campeonato de Primera División 2000 Subcampeón del Campeonato de Primera División 2000 Ganador de la Liguilla Pre-Libertadores 2000 |
| Colombia 3 cupos                    | América de Cali Deportivo Cali Junior                                | Campeón del Campeonato Colombiano 2000 y ganador del Torneo Finalización Ganador del Torneo Apertura del Campeonato Colombiano 2000 Subcampeón del Campeonato Colombiano 2000 |
| Ecuador 3 cupos                     | Olmedo El Nacional Emelec                                            | Campeón del Campeonato Ecuatoriano de 2000 Subcampeón del Campeonato Ecuatoriano de 2000 3.º puesto de la Liguilla Final del Campeonato Ecuatoriano de 2000 |
| México 1 invitado                   | Cruz Azul                                                            | 1.º puesto de la Copa Pre Libertadores 2001 |
| Paraguay 3 cupos                    | Olimpia Guaraní Cerro Porteño                                        | Campeón del Campeonato Paraguayo de 2000 Subcampeón del Campeonato Paraguayo de 2000 Ganador del Cuadrangular Pre-Libertadores 2001 |
| Perú 3 cupos                        | Universitario Sporting Cristal Sport Boys                            | Campeón del Campeonato Descentralizado 2000 Subcampeón del Campeonato Descentralizado 2000 y del Torneo Clausura Subcampeón del Torneo Apertura del Campeonato Descentralizado 2000 |
| Uruguay 3 cupos                     | Nacional Defensor Sporting Peñarol                                   | Campeón del Campeonato Uruguayo de 2000 1.º puesto de la Liguilla Pre-Libertadores de América de 2000 2.º puesto de la Liguilla Pre-Libertadores de América de 2000 |
| Venezuela 1 cupo                    | Deportivo Táchira                                                    | 2.º puesto de la Copa Pre Libertadores 2001 |

### Distribución geográfica de los equipos
Distribución geográfica de las sedes de los equipos participantes:

## Fase de grupos

### Grupo 1
| Equipo          | Pts. | PJ | PG | PE | PP | GF | GC | DG  |
| --------------- | ---- | -- | -- | -- | -- | -- | -- | --- |
| Rosario Central | 13   | 6  | 4  | 1  | 1  | 13 | 4  | 9   |
| Junior          | 10   | 6  | 3  | 1  | 2  | 10 | 6  | 4   |
| Vélez Sarsfield | 9    | 6  | 3  | 0  | 3  | 5  | 8  | –3  |
| Universitario   | 2    | 6  | 0  | 2  | 4  | 3  | 13 | –10 |

| \| Fecha \| Lugar \| Local \| Resultado \| Visitante \| \| ------------- \| ------------ \| --------------- \| --------- \| --------------- \| \| 6 de febrero \| Lima \| Universitario \| 0:2 \| Vélez Sarsfield \| \| 7 de febrero \| Barranquilla \| Junior \| 3:1 \| Rosario Central \| \| 21 de febrero \| Rosario \| Rosario Central \| 6:0 \| Universitario \| \| 22 de febrero \| Buenos Aires \| Vélez Sarsfield \| 2:0 \| Junior \| \| 8 de marzo \| Rosario \| Rosario Central \| 2:0 \| Vélez Sarsfield \| \| 15 de marzo \| Lima \| Universitario \| 1:2 \| Junior \| \| 20 de marzo \| Lima \| Universitario \| 1:1 \| Rosario Central \| \| 22 de marzo \| Barranquilla \| Junior \| 4:0 \| Vélez Sarsfield \| \| 4 de abril \| Rosario \| Rosario Central \| 1:0 \| Junior \| \| 5 de abril \| Buenos Aires \| Vélez Sarsfield \| 1:0 \| Universitario \| \| 19 de abril \| Barranquilla \| Junior \| 1:1 \| Universitario \| \| 19 de abril \| Buenos Aires \| Vélez Sarsfield \| 0:2 \| Rosario Central \| |              |                 |           |                 |
| Fecha | Lugar        | Local           | Resultado | Visitante       |
| 6 de febrero | Lima         | Universitario   | 0:2       | Vélez Sarsfield |
| 7 de febrero | Barranquilla | Junior          | 3:1       | Rosario Central |
| 21 de febrero | Rosario      | Rosario Central | 6:0       | Universitario   |
| 22 de febrero | Buenos Aires | Vélez Sarsfield | 2:0       | Junior          |
| 8 de marzo | Rosario      | Rosario Central | 2:0       | Vélez Sarsfield |
| 15 de marzo | Lima         | Universitario   | 1:2       | Junior          |
| 20 de marzo | Lima         | Universitario   | 1:1       | Rosario Central |
| 22 de marzo | Barranquilla | Junior          | 4:0       | Vélez Sarsfield |
| 4 de abril | Rosario      | Rosario Central | 1:0       | Junior          |
| 5 de abril | Buenos Aires | Vélez Sarsfield | 1:0       | Universitario   |
| 19 de abril | Barranquilla | Junior          | 1:1       | Universitario   |
| 19 de abril | Buenos Aires | Vélez Sarsfield | 0:2       | Rosario Central |

### Grupo 2
| Equipo               | Pts. | PJ | PG | PE | PP | GF | GC | DG  |
| -------------------- | ---- | -- | -- | -- | -- | -- | -- | --- |
| Palmeiras            | 16   | 6  | 5  | 1  | 0  | 16 | 5  | 11  |
| Cerro Porteño        | 13   | 6  | 4  | 1  | 1  | 17 | 6  | 11  |
| Universidad de Chile | 4    | 6  | 1  | 1  | 4  | 5  | 13 | –8  |
| Sport Boys           | 1    | 6  | 0  | 1  | 5  | 3  | 17 | –14 |

| \| Fecha \| Lugar \| Local \| Resultado \| Visitante \| \| ------------- \| --------- \| -------------------- \| --------- \| -------------------- \| \| 8 de febrero \| Santiago \| Universidad de Chile \| 0:2 \| Cerro Porteño \| \| 15 de febrero \| Asunción \| Cerro Porteño \| 3:1 \| Sport Boys \| \| 27 de febrero \| Callao \| Sport Boys \| 0:2 \| Universidad de Chile \| \| 8 de marzo \| São Paulo \| Palmeiras \| 2:1 \| Universidad de Chile \| \| 14 de marzo \| Lima \| Sport Boys \| 1:4 \| Palmeiras \| \| 22 de marzo \| Callao \| Sport Boys \| 0:4 \| Cerro Porteño \| \| 4 de abril \| Asunción \| Cerro Porteño \| 0:0 \| Palmeiras \| \| 10 de abril \| Asunción \| Cerro Porteño \| 6:0 \| Universidad de Chile \| \| 11 de abril \| São Paulo \| Palmeiras \| 3:0 \| Sport Boys \| \| 18 de abril \| Santiago \| Universidad de Chile \| 1:2 \| Palmeiras \| \| 2 de mayo \| Santiago \| Universidad de Chile \| 1:1 \| Sport Boys \| \| 2 de mayo \| São Paulo \| Palmeiras \| 5:2 \| Cerro Porteño \| |           |                      |           |                      |
| Fecha | Lugar     | Local                | Resultado | Visitante            |
| 8 de febrero | Santiago  | Universidad de Chile | 0:2       | Cerro Porteño        |
| 15 de febrero | Asunción  | Cerro Porteño        | 3:1       | Sport Boys           |
| 27 de febrero | Callao    | Sport Boys           | 0:2       | Universidad de Chile |
| 8 de marzo | São Paulo | Palmeiras            | 2:1       | Universidad de Chile |
| 14 de marzo | Lima      | Sport Boys           | 1:4       | Palmeiras            |
| 22 de marzo | Callao    | Sport Boys           | 0:4       | Cerro Porteño        |
| 4 de abril | Asunción  | Cerro Porteño        | 0:0       | Palmeiras            |
| 10 de abril | Asunción  | Cerro Porteño        | 6:0       | Universidad de Chile |
| 11 de abril | São Paulo | Palmeiras            | 3:0       | Sport Boys           |
| 18 de abril | Santiago  | Universidad de Chile | 1:2       | Palmeiras            |
| 2 de mayo | Santiago  | Universidad de Chile | 1:1       | Sport Boys           |
| 2 de mayo | São Paulo | Palmeiras            | 5:2       | Cerro Porteño        |

### Grupo 3
| Equipo              | Pts. | PJ | PG | PE | PP | GF | GC | DG |
| ------------------- | ---- | -- | -- | -- | -- | -- | -- | -- |
| Nacional            | 14   | 6  | 4  | 2  | 0  | 9  | 2  | 7  |
| Deportes Concepción | 7    | 6  | 2  | 1  | 3  | 8  | 8  | 0  |
| San Lorenzo         | 7    | 6  | 2  | 1  | 3  | 9  | 10 | –1 |
| Jorge Wilstermann   | 6    | 6  | 2  | 0  | 4  | 7  | 13 | –6 |

| \| Fecha \| Lugar \| Local \| Resultado \| Visitante \| \| ------------- \| ------------ \| ------------------- \| --------- \| ------------------- \| \| 7 de febrero \| Cochabamba \| Jorge Wilstermann \| 4:2 \| San Lorenzo \| \| 15 de febrero \| Montevideo \| Nacional \| 3:0 \| Jorge Wilstermann \| \| 20 de febrero \| Concepción \| Deportes Concepción \| 0:0 \| Nacional \| \| 1 de marzo \| Buenos Aires \| San Lorenzo \| 2:1 \| Deportes Concepción \| \| 8 de marzo \| Cochabamba \| Jorge Wilstermann \| 2:1 \| Deportes Concepción \| \| 13 de marzo \| Montevideo \| Nacional \| 1:0 \| San Lorenzo \| \| 3 de abril \| Buenos Aires \| San Lorenzo \| 2:0 \| Jorge Wilstermann \| \| 11 de abril \| Montevideo \| Nacional \| 2:0 \| Deportes Concepción \| \| 17 de abril \| Cochabamba \| Jorge Wilstermann \| 1:2 \| Nacional \| \| 17 de abril \| Concepción \| Deportes Concepción \| 3:2 \| San Lorenzo \| \| 3 de mayo \| Concepción \| Deportes Concepción \| 3:0 \| Jorge Wilstermann \| \| 3 de mayo \| Buenos Aires \| San Lorenzo \| 1:1 \| Nacional \| |              |                     |           |                     |
| Fecha | Lugar        | Local               | Resultado | Visitante           |
| 7 de febrero | Cochabamba   | Jorge Wilstermann   | 4:2       | San Lorenzo         |
| 15 de febrero | Montevideo   | Nacional            | 3:0       | Jorge Wilstermann   |
| 20 de febrero | Concepción   | Deportes Concepción | 0:0       | Nacional            |
| 1 de marzo | Buenos Aires | San Lorenzo         | 2:1       | Deportes Concepción |
| 8 de marzo | Cochabamba   | Jorge Wilstermann   | 2:1       | Deportes Concepción |
| 13 de marzo | Montevideo   | Nacional            | 1:0       | San Lorenzo         |
| 3 de abril | Buenos Aires | San Lorenzo         | 2:0       | Jorge Wilstermann   |
| 11 de abril | Montevideo   | Nacional            | 2:0       | Deportes Concepción |
| 17 de abril | Cochabamba   | Jorge Wilstermann   | 1:2       | Nacional            |
| 17 de abril | Concepción   | Deportes Concepción | 3:2       | San Lorenzo         |
| 3 de mayo | Concepción   | Deportes Concepción | 3:0       | Jorge Wilstermann   |
| 3 de mayo | Buenos Aires | San Lorenzo         | 1:1       | Nacional            |

### Grupo 4
| Equipo           | Pts. | PJ | PG | PE | PP | GF | GC | DG |
| ---------------- | ---- | -- | -- | -- | -- | -- | -- | -- |
| Cruzeiro         | 16   | 6  | 5  | 1  | 0  | 15 | 4  | 11 |
| Emelec           | 9    | 6  | 2  | 3  | 1  | 7  | 6  | 1  |
| Olimpia          | 5    | 6  | 1  | 2  | 3  | 10 | 13 | –3 |
| Sporting Cristal | 3    | 6  | 1  | 0  | 5  | 4  | 13 | –9 |

| \| Fecha \| Lugar \| Local \| Resultado \| Visitante \| \| ------------- \| -------------- \| ---------------- \| --------- \| ---------------- \| \| 13 de febrero \| Guayaquil \| Emelec \| 1:1 \| Olimpia \| \| 22 de febrero \| Asunción \| Olimpia \| 1:0 \| Sporting Cristal \| \| 1 de marzo \| Lima \| Sporting Cristal \| 0:1 \| Emelec \| \| 13 de marzo \| Lima \| Sporting Cristal \| 0:1 \| Cruzeiro \| \| 3 de abril \| Belo Horizonte \| Cruzeiro \| 2:0 \| Emelec \| \| 6 de abril \| Asunción \| Olimpia \| 3:4 \| Cruzeiro \| \| 10 de abril \| Belo Horizonte \| Cruzeiro \| 5:0 \| Sporting Cristal \| \| 12 de abril \| Asunción \| Olimpia \| 2:2 \| Emelec \| \| 17 de abril \| Guayaquil \| Emelec \| 0:0 \| Cruzeiro \| \| 18 de abril \| Lima \| Sporting Cristal \| 3:2 \| Olimpia \| \| 1 de mayo \| Guayaquil \| Emelec \| 3:1 \| Sporting Cristal \| \| 1 de mayo \| Ipatinga \| Cruzeiro \| 3:1 \| Olimpia \| |                |                  |           |                  |
| Fecha | Lugar          | Local            | Resultado | Visitante        |
| 13 de febrero | Guayaquil      | Emelec           | 1:1       | Olimpia          |
| 22 de febrero | Asunción       | Olimpia          | 1:0       | Sporting Cristal |
| 1 de marzo | Lima           | Sporting Cristal | 0:1       | Emelec           |
| 13 de marzo | Lima           | Sporting Cristal | 0:1       | Cruzeiro         |
| 3 de abril | Belo Horizonte | Cruzeiro         | 2:0       | Emelec           |
| 6 de abril | Asunción       | Olimpia          | 3:4       | Cruzeiro         |
| 10 de abril | Belo Horizonte | Cruzeiro         | 5:0       | Sporting Cristal |
| 12 de abril | Asunción       | Olimpia          | 2:2       | Emelec           |
| 17 de abril | Guayaquil      | Emelec           | 0:0       | Cruzeiro         |
| 18 de abril | Lima           | Sporting Cristal | 3:2       | Olimpia          |
| 1 de mayo | Guayaquil      | Emelec           | 3:1       | Sporting Cristal |
| 1 de mayo | Ipatinga       | Cruzeiro         | 3:1       | Olimpia          |

### Grupo 5
| Equipo        | Pts. | PJ | PG | PE | PP | GF | GC | DG |
| ------------- | ---- | -- | -- | -- | -- | -- | -- | -- |
| River Plate   | 12   | 6  | 4  | 0  | 2  | 13 | 6  | 7  |
| El Nacional   | 9    | 6  | 3  | 0  | 3  | 8  | 9  | –1 |
| Guaraní       | 7    | 6  | 2  | 1  | 3  | 9  | 11 | –2 |
| The Strongest | 7    | 6  | 2  | 1  | 3  | 10 | 14 | –4 |

| \| Fecha \| Lugar \| Local \| Resultado \| Visitante \| \| ------------- \| ------------ \| ------------- \| --------- \| ------------- \| \| 13 de febrero \| Asunción \| Guaraní \| 3:1 \| El Nacional \| \| 22 de febrero \| Buenos Aires \| River Plate \| 5:1 \| The Strongest \| \| 28 de febrero \| Quito \| El Nacional \| 1:0 \| River Plate \| \| 1 de marzo \| La Paz \| The Strongest \| 1:1 \| Guaraní \| \| 6 de marzo \| Buenos Aires \| River Plate \| 4:0 \| Guaraní \| \| 13 de marzo \| Quito \| El Nacional \| 3:1 \| Guaraní \| \| 5 de abril \| La Paz \| The Strongest \| 4:1 \| River Plate \| \| 10 de abril \| Quito \| El Nacional \| 2:1 \| The Strongest \| \| 17 de abril \| Asunción \| Guaraní \| 4:1 \| The Strongest \| \| 18 de abril \| Buenos Aires \| River Plate \| 2:0 \| El Nacional \| \| 3 de mayo \| Asunción \| Guaraní \| 0:1 \| River Plate \| \| 3 de mayo \| La Paz \| The Strongest \| 2:1 \| El Nacional \| |              |               |           |               |
| Fecha | Lugar        | Local         | Resultado | Visitante     |
| 13 de febrero | Asunción     | Guaraní       | 3:1       | El Nacional   |
| 22 de febrero | Buenos Aires | River Plate   | 5:1       | The Strongest |
| 28 de febrero | Quito        | El Nacional   | 1:0       | River Plate   |
| 1 de marzo | La Paz       | The Strongest | 1:1       | Guaraní       |
| 6 de marzo | Buenos Aires | River Plate   | 4:0       | Guaraní       |
| 13 de marzo | Quito        | El Nacional   | 3:1       | Guaraní       |
| 5 de abril | La Paz       | The Strongest | 4:1       | River Plate   |
| 10 de abril | Quito        | El Nacional   | 2:1       | The Strongest |
| 17 de abril | Asunción     | Guaraní       | 4:1       | The Strongest |
| 18 de abril | Buenos Aires | River Plate   | 2:0       | El Nacional   |
| 3 de mayo | Asunción     | Guaraní       | 0:1       | River Plate   |
| 3 de mayo | La Paz       | The Strongest | 2:1       | El Nacional   |

### Grupo 6
| Equipo            | Pts. | PJ | PG | PE | PP | GF | GC | DG |
| ----------------- | ---- | -- | -- | -- | -- | -- | -- | -- |
| Vasco da Gama     | 18   | 6  | 6  | 0  | 0  | 16 | 5  | 11 |
| América de Cali   | 12   | 6  | 4  | 0  | 2  | 10 | 9  | 1  |
| Peñarol           | 4    | 6  | 1  | 1  | 4  | 7  | 10 | –3 |
| Deportivo Táchira | 1    | 6  | 0  | 1  | 5  | 3  | 12 | –9 |

| \| Fecha \| Lugar \| Local \| Resultado \| Visitante \| \| ------------- \| -------------- \| ----------------- \| --------- \| ----------------- \| \| 13 de febrero \| Montevideo \| Peñarol \| 1:2 \| América de Cali \| \| 22 de febrero \| San Cristóbal \| Deportivo Táchira \| 0:0 \| Peñarol \| \| 27 de febrero \| Cali \| América de Cali \| 3:0 \| Deportivo Táchira \| \| 6 de marzo \| Cali \| América de Cali \| 2:1 \| Peñarol \| \| 14 de marzo \| Cali \| América de Cali \| 0:3 \| Vasco da Gama \| \| 21 de marzo \| San Cristóbal \| Deportivo Táchira \| 0:1 \| Vasco da Gama \| \| 5 de abril \| Río de Janeiro \| Vasco da Gama \| 2:1 \| Peñarol \| \| 12 de abril \| Río de Janeiro \| Vasco da Gama \| 4:1 \| América de Cali \| \| 18 de abril \| Montevideo \| Peñarol \| 3:1 \| Deportivo Táchira \| \| 21 de abril \| Río de Janeiro \| Vasco da Gama \| 3:2 \| Deportivo Táchira \| \| 2 de mayo \| San Cristóbal \| Deportivo Táchira \| 0:2 \| América de Cali \| \| 2 de mayo \| Montevideo \| Peñarol \| 1:3 \| Vasco da Gama \| |                |                   |           |                   |
| Fecha | Lugar          | Local             | Resultado | Visitante         |
| 13 de febrero | Montevideo     | Peñarol           | 1:2       | América de Cali   |
| 22 de febrero | San Cristóbal  | Deportivo Táchira | 0:0       | Peñarol           |
| 27 de febrero | Cali           | América de Cali   | 3:0       | Deportivo Táchira |
| 6 de marzo | Cali           | América de Cali   | 2:1       | Peñarol           |
| 14 de marzo | Cali           | América de Cali   | 0:3       | Vasco da Gama     |
| 21 de marzo | San Cristóbal  | Deportivo Táchira | 0:1       | Vasco da Gama     |
| 5 de abril | Río de Janeiro | Vasco da Gama     | 2:1       | Peñarol           |
| 12 de abril | Río de Janeiro | Vasco da Gama     | 4:1       | América de Cali   |
| 18 de abril | Montevideo     | Peñarol           | 3:1       | Deportivo Táchira |
| 21 de abril | Río de Janeiro | Vasco da Gama     | 3:2       | Deportivo Táchira |
| 2 de mayo | San Cristóbal  | Deportivo Táchira | 0:2       | América de Cali   |
| 2 de mayo | Montevideo     | Peñarol           | 1:3       | Vasco da Gama     |

### Grupo 7
| Equipo            | Pts. | PJ | PG | PE | PP | GF | GC | DG |
| ----------------- | ---- | -- | -- | -- | -- | -- | -- | -- |
| Cruz Azul         | 13   | 6  | 4  | 1  | 1  | 12 | 7  | 5  |
| São Caetano       | 8    | 6  | 2  | 2  | 2  | 6  | 4  | 2  |
| Defensor Sporting | 7    | 6  | 2  | 1  | 3  | 8  | 11 | –3 |
| Olmedo            | 6    | 6  | 2  | 0  | 4  | 11 | 15 | –4 |

| \| Fecha \| Lugar \| Local \| Resultado \| Visitante \| \| ------------- \| ------------------ \| ----------------- \| --------- \| ----------------- \| \| 14 de febrero \| Montevideo \| Defensor Sporting \| 3:2 \| Olmedo \| \| 20 de febrero \| Ciudad de México \| Cruz Azul \| 2:0 \| Defensor Sporting \| \| 27 de febrero \| Riobamba \| Olmedo \| 2:3 \| Cruz Azul \| \| 6 de marzo \| São Caetano do Sul \| São Caetano \| 1:1 \| Cruz Azul \| \| 7 de marzo \| Riobamba \| Olmedo \| 4:2 \| Defensor Sporting \| \| 15 de marzo \| Riobamba \| Olmedo \| 2:1 \| São Caetano \| \| 21 de marzo \| Ciudad de México \| Cruz Azul \| 1:0 \| São Caetano \| \| 6 de abril \| São Caetano do Sul \| São Caetano \| 0:0 \| Defensor Sporting \| \| 12 de abril \| Montevideo \| Defensor Sporting \| 3:2 \| Cruz Azul \| \| 19 de abril \| São Caetano do Sul \| São Caetano \| 3:0 \| Olmedo \| \| 4 de mayo \| Ciudad de México \| Cruz Azul \| 3:1 \| Olmedo \| \| 4 de mayo \| Montevideo \| Defensor Sporting \| 0:1 \| São Caetano \| |                    |                   |           |                   |
| Fecha | Lugar              | Local             | Resultado | Visitante         |
| 14 de febrero | Montevideo         | Defensor Sporting | 3:2       | Olmedo            |
| 20 de febrero | Ciudad de México   | Cruz Azul         | 2:0       | Defensor Sporting |
| 27 de febrero | Riobamba           | Olmedo            | 2:3       | Cruz Azul         |
| 6 de marzo | São Caetano do Sul | São Caetano       | 1:1       | Cruz Azul         |
| 7 de marzo | Riobamba           | Olmedo            | 4:2       | Defensor Sporting |
| 15 de marzo | Riobamba           | Olmedo            | 2:1       | São Caetano       |
| 21 de marzo | Ciudad de México   | Cruz Azul         | 1:0       | São Caetano       |
| 6 de abril | São Caetano do Sul | São Caetano       | 0:0       | Defensor Sporting |
| 12 de abril | Montevideo         | Defensor Sporting | 3:2       | Cruz Azul         |
| 19 de abril | São Caetano do Sul | São Caetano       | 3:0       | Olmedo            |
| 4 de mayo | Ciudad de México   | Cruz Azul         | 3:1       | Olmedo            |
| 4 de mayo | Montevideo         | Defensor Sporting | 0:1       | São Caetano       |

### Grupo 8
| Equipo            | Pts. | PJ | PG | PE | PP | GF | GC | DG |
| ----------------- | ---- | -- | -- | -- | -- | -- | -- | -- |
| Boca Juniors      | 15   | 6  | 5  | 0  | 1  | 7  | 5  | 2  |
| Cobreloa          | 10   | 6  | 3  | 1  | 2  | 8  | 7  | 1  |
| Deportivo Cali    | 9    | 6  | 3  | 0  | 3  | 13 | 8  | 5  |
| Oriente Petrolero | 1    | 6  | 0  | 1  | 5  | 6  | 14 | –8 |

| \| Fecha \| Lugar \| Local \| Resultado \| Visitante \| \| ------------- \| ------------ \| ----------------- \| --------- \| ----------------- \| \| 14 de febrero \| Cali \| Deportivo Cali \| 1:2 \| Cobreloa \| \| 21 de febrero \| Buenos Aires \| Boca Juniors \| 2:1 \| Oriente Petrolero \| \| 28 de febrero \| Calama \| Cobreloa \| 0:1 \| Boca Juniors \| \| 2 de marzo \| Santa Cruz \| Oriente Petrolero \| 1:3 \| Deportivo Cali \| \| 7 de marzo \| Calama \| Cobreloa \| 2:1 \| Oriente Petrolero \| \| 7 de marzo \| Buenos Aires \| Boca Juniors \| 2:1 \| Deportivo Cali \| \| 20 de marzo \| Buenos Aires \| Boca Juniors \| 1:0 \| Cobreloa \| \| 4 de abril \| Calama \| Cobreloa \| 2:1 \| Deportivo Cali \| \| 4 de abril \| Santa Cruz \| Oriente Petrolero \| 0:1 \| Boca Juniors \| \| 20 de abril \| Cali \| Deportivo Cali \| 4:1 \| Oriente Petrolero \| \| 2 de mayo \| Cali \| Deportivo Cali \| 3:0 \| Boca Juniors \| \| 2 de mayo \| Santa Cruz \| Oriente Petrolero \| 2:2 \| Cobreloa \| |              |                   |           |                   |
| Fecha | Lugar        | Local             | Resultado | Visitante         |
| 14 de febrero | Cali         | Deportivo Cali    | 1:2       | Cobreloa          |
| 21 de febrero | Buenos Aires | Boca Juniors      | 2:1       | Oriente Petrolero |
| 28 de febrero | Calama       | Cobreloa          | 0:1       | Boca Juniors      |
| 2 de marzo | Santa Cruz   | Oriente Petrolero | 1:3       | Deportivo Cali    |
| 7 de marzo | Calama       | Cobreloa          | 2:1       | Oriente Petrolero |
| 7 de marzo | Buenos Aires | Boca Juniors      | 2:1       | Deportivo Cali    |
| 20 de marzo | Buenos Aires | Boca Juniors      | 1:0       | Cobreloa          |
| 4 de abril | Calama       | Cobreloa          | 2:1       | Deportivo Cali    |
| 4 de abril | Santa Cruz   | Oriente Petrolero | 0:1       | Boca Juniors      |
| 20 de abril | Cali         | Deportivo Cali    | 4:1       | Oriente Petrolero |
| 2 de mayo | Cali         | Deportivo Cali    | 3:0       | Boca Juniors      |
| 2 de mayo | Santa Cruz   | Oriente Petrolero | 2:2       | Cobreloa          |

## Fases finales

### Cuadro de desarrollo
|  | Octavos de final | Octavos de final    | Octavos de final     | Octavos de final     | Octavos de final |   |                 | Cuartos de final | Cuartos de final | Cuartos de final | Cuartos de final | Cuartos de final |  |                 | Semifinales      | Semifinales      | Semifinales      | Semifinales      | Semifinales      |  |                   | Final             | Final            | Final            | Final            | Final            |  |
|  | 8 al 17 de mayo  | 8 al 17 de mayo     | 8 al 17 de mayo      | 8 al 17 de mayo      | 8 al 17 de mayo  |   |                 | 22 al 30 de mayo | 22 al 30 de mayo | 22 al 30 de mayo | 22 al 30 de mayo | 22 al 30 de mayo |  |                 | 7 al 14 de junio | 7 al 14 de junio | 7 al 14 de junio | 7 al 14 de junio | 7 al 14 de junio |  |                   | 20 y 28 de junio  | 20 y 28 de junio | 20 y 28 de junio | 20 y 28 de junio | 20 y 28 de junio |  |
|  |                  |                     |                      |                      |                  |   |                 |                  |                  |                  |                  |                  |  |                 |                  |                  |                  |                  |                  |  |                   |                   |                  |                  |                  |                  |  |
|  |                  |                     |                      |                      |                  |   |                 |                  |                  |                  |                  |                  |  |                 |                  |                  |                  |                  |                  |  |                   |                   |                  |                  |                  |                  |  |
|  | G4 1             | Cruzeiro            | 2                    | 4                    | 6                |   |                 |                  |                  |                  |                  |                  |  |                 |                  |                  |                  |                  |                  |  |                   |                   |                  |                  |                  |                  |  |
|  | G4 1             | Cruzeiro            | 2                    | 4                    | 6                |   |                 |                  |                  |                  |                  |                  |  |                 |                  |                  |                  |                  |                  |  |                   |                   |                  |                  |                  |                  |  |
|  | G5 2             | El Nacional         | 1                    | 1                    | 2                |   |                 |                  |                  |                  |                  |                  |  |                 |                  |                  |                  |                  |                  |  |                   |                   |                  |                  |                  |                  |  |
|  | G5 2             | El Nacional         | 1                    | 1                    | 2                |   | Cruzeiro        | Cruzeiro         | 3                | 2                | 5 (3)            |                  |  |                 |                  |                  |                  |                  |                  |  |                   |                   |                  |                  |                  |                  |  |
|  |                  |                     |                      |                      |                  |   | Cruzeiro        | Cruzeiro         | 3                | 2                | 5 (3)            |                  |  |                 |                  |                  |                  |                  |                  |  |                   |                   |                  |                  |                  |                  |  |
|  |                  |                     | Palmeiras (p.)       | Palmeiras (p.)       | 3                | 2 | 5 (4)           |                  |                  |                  |                  |                  |  |                 |                  |                  |                  |                  |                  |  |                   |                   |                  |                  |                  |                  |  |
|  | G2 1             | Palmeiras (p.)      | Palmeiras (p.)       | Palmeiras (p.)       | 3                | 2 | 5 (4)           | 0                | 1                | 1 (5)            |                  |                  |  |                 |                  |                  |                  |                  |                  |  |                   |                   |                  |                  |                  |                  |  |
|  | G2 1             | Palmeiras (p.)      |                      |                      |                  |   |                 |                  |                  | 1 (5)            |                  |                  |  |                 |                  |                  |                  |                  |                  |  |                   |                   |                  |                  |                  |                  |  |
|  | G7 2             | São Caetano         | 1                    | 0                    | 1 (3)            |   |                 |                  |                  |                  |                  |                  |  |                 |                  |                  |                  |                  |                  |  |                   |                   |                  |                  |                  |                  |  |
|  | G7 2             | São Caetano         | 1                    | 0                    | 1 (3)            |   |                 |                  |                  |                  |                  |                  |  | Palmeiras       | Palmeiras        | 2                | 2                | 4 (2)            |                  |  |                   |                   |                  |                  |                  |                  |  |
|  |                  |                     |                      |                      |                  |   |                 |                  |                  |                  |                  |                  |  | Palmeiras       | Palmeiras        | 2                | 2                | 4 (2)            |                  |  |                   |                   |                  |                  |                  |                  |  |
|  |                  |                     | Boca Juniors (p.)    | Boca Juniors (p.)    | 2                | 2 | 4 (3)           |                  |                  |                  |                  |                  |  |                 |                  |                  |                  |                  |                  |  |                   |                   |                  |                  |                  |                  |  |
|  | G8 1             | Boca Juniors        | Boca Juniors (p.)    | Boca Juniors (p.)    | 2                | 2 | 4 (3)           | 3                | 1                | 4                |                  |                  |  |                 |                  |                  |                  |                  |                  |  |                   |                   |                  |                  |                  |                  |  |
|  | G8 1             | Boca Juniors        |                      |                      |                  |   |                 |                  |                  | 4                |                  |                  |  |                 |                  |                  |                  |                  |                  |  |                   |                   |                  |                  |                  |                  |  |
|  | G1 2             | Junior              | 2                    | 1                    | 3                |   |                 |                  |                  |                  |                  |                  |  |                 |                  |                  |                  |                  |                  |  |                   |                   |                  |                  |                  |                  |  |
|  | G1 2             | Junior              | 2                    | 1                    | 3                |   | Boca Juniors    | Boca Juniors     | 1                | 3                | 4                |                  |  |                 |                  |                  |                  |                  |                  |  |                   |                   |                  |                  |                  |                  |  |
|  |                  |                     |                      |                      |                  |   | Boca Juniors    | Boca Juniors     | 1                | 3                | 4                |                  |  |                 |                  |                  |                  |                  |                  |  |                   |                   |                  |                  |                  |                  |  |
|  |                  |                     | Vasco da Gama        | Vasco da Gama        | 0                | 0 | 0               |                  |                  |                  |                  |                  |  |                 |                  |                  |                  |                  |                  |  |                   |                   |                  |                  |                  |                  |  |
|  | G6 1             | Vasco da Gama       | Vasco da Gama        | Vasco da Gama        | 0                | 0 | 0               | 3                | 1                | 4                |                  |                  |  |                 |                  |                  |                  |                  |                  |  |                   |                   |                  |                  |                  |                  |  |
|  | G6 1             | Vasco da Gama       |                      |                      |                  |   |                 |                  |                  | 4                |                  |                  |  |                 |                  |                  |                  |                  |                  |  |                   |                   |                  |                  |                  |                  |  |
|  | G3 2             | Deportes Concepción | 1                    | 0                    | 1                |   |                 |                  |                  |                  |                  |                  |  |                 |                  |                  |                  |                  |                  |  |                   |                   |                  |                  |                  |                  |  |
|  | G3 2             | Deportes Concepción | 1                    | 0                    | 1                |   |                 |                  |                  |                  |                  |                  |  |                 |                  |                  |                  |                  |                  |  | Boca Juniors (p.) | Boca Juniors (p.) | 1                | 0                | 1 (3)            |                  |  |
|  |                  |                     |                      |                      |                  |   |                 |                  |                  |                  |                  |                  |  |                 |                  |                  |                  |                  |                  |  | Boca Juniors (p.) | Boca Juniors (p.) | 1                | 0                | 1 (3)            |                  |  |
|  |                  |                     | Cruz Azul            | Cruz Azul            | 0                | 1 | 1 (1)           |                  |                  |                  |                  |                  |  |                 |                  |                  |                  |                  |                  |  |                   |                   |                  |                  |                  |                  |  |
|  | G3 1             | Nacional            | Cruz Azul            | Cruz Azul            | 0                | 1 | 1 (1)           | 0                | 1                | 1                |                  |                  |  |                 |                  |                  |                  |                  |                  |  |                   |                   |                  |                  |                  |                  |  |
|  | G3 1             | Nacional            |                      |                      |                  |   |                 |                  |                  | 1                |                  |                  |  |                 |                  |                  |                  |                  |                  |  |                   |                   |                  |                  |                  |                  |  |
|  | G6 2             | América de Cali     | 2                    | 3                    | 5                |   |                 |                  |                  |                  |                  |                  |  |                 |                  |                  |                  |                  |                  |  |                   |                   |                  |                  |                  |                  |  |
|  | G6 2             | América de Cali     | 2                    | 3                    | 5                |   | América de Cali | América de Cali  | 0                | 3                | 3 (3)            |                  |  |                 |                  |                  |                  |                  |                  |  |                   |                   |                  |                  |                  |                  |  |
|  |                  |                     |                      |                      |                  |   | América de Cali | América de Cali  | 0                | 3                | 3 (3)            |                  |  |                 |                  |                  |                  |                  |                  |  |                   |                   |                  |                  |                  |                  |  |
|  |                  |                     | Rosario Central (p.) | Rosario Central (p.) | 1                | 2 | 3 (4)           |                  |                  |                  |                  |                  |  |                 |                  |                  |                  |                  |                  |  |                   |                   |                  |                  |                  |                  |  |
|  | G1 1             | Rosario Central     | Rosario Central (p.) | Rosario Central (p.) | 1                | 2 | 3 (4)           | 3                | 1                | 4                |                  |                  |  |                 |                  |                  |                  |                  |                  |  |                   |                   |                  |                  |                  |                  |  |
|  | G1 1             | Rosario Central     |                      |                      |                  |   |                 |                  |                  | 4                |                  |                  |  |                 |                  |                  |                  |                  |                  |  |                   |                   |                  |                  |                  |                  |  |
|  | G8 2             | Cobreloa            | 2                    | 1                    | 3                |   |                 |                  |                  |                  |                  |                  |  |                 |                  |                  |                  |                  |                  |  |                   |                   |                  |                  |                  |                  |  |
|  | G8 2             | Cobreloa            | 2                    | 1                    | 3                |   |                 |                  |                  |                  |                  |                  |  | Rosario Central | Rosario Central  | 0                | 3                | 3                |                  |  |                   |                   |                  |                  |                  |                  |  |
|  |                  |                     |                      |                      |                  |   |                 |                  |                  |                  |                  |                  |  | Rosario Central | Rosario Central  | 0                | 3                | 3                |                  |  |                   |                   |                  |                  |                  |                  |  |
|  |                  |                     | Cruz Azul            | Cruz Azul            | 2                | 3 | 5               |                  |                  |                  |                  |                  |  |                 |                  |                  |                  |                  |                  |  |                   |                   |                  |                  |                  |                  |  |
|  | G7 1             | Cruz Azul           | Cruz Azul            | Cruz Azul            | 2                | 3 | 5               | 1                | 3                | 4                |                  |                  |  |                 |                  |                  |                  |                  |                  |  |                   |                   |                  |                  |                  |                  |  |
|  | G7 1             | Cruz Azul           |                      |                      |                  |   |                 |                  |                  | 4                |                  |                  |  |                 |                  |                  |                  |                  |                  |  |                   |                   |                  |                  |                  |                  |  |
|  | G2 2             | Cerro Porteño       | 2                    | 1                    | 3                |   |                 |                  |                  |                  |                  |                  |  |                 |                  |                  |                  |                  |                  |  |                   |                   |                  |                  |                  |                  |  |
|  | G2 2             | Cerro Porteño       | 2                    | 1                    | 3                |   | Cruz Azul       | Cruz Azul        | 0                | 3                | 3                |                  |  |                 |                  |                  |                  |                  |                  |  |                   |                   |                  |                  |                  |                  |  |
|  |                  |                     |                      |                      |                  |   | Cruz Azul       | Cruz Azul        | 0                | 3                | 3                |                  |  |                 |                  |                  |                  |                  |                  |  |                   |                   |                  |                  |                  |                  |  |
|  |                  |                     | River Plate          | River Plate          | 0                | 0 | 0               |                  |                  |                  |                  |                  |  |                 |                  |                  |                  |                  |                  |  |                   |                   |                  |                  |                  |                  |  |
|  | G5 1             | River Plate         | River Plate          | River Plate          | 0                | 0 | 0               | 0                | 5                | 5                |                  |                  |  |                 |                  |                  |                  |                  |                  |  |                   |                   |                  |                  |                  |                  |  |
|  | G5 1             | River Plate         |                      |                      |                  |   |                 |                  |                  | 5                |                  |                  |  |                 |                  |                  |                  |                  |                  |  |                   |                   |                  |                  |                  |                  |  |
|  | G4 2             | Emelec              | 2                    | 0                    | 2                |   |                 |                  |                  |                  |                  |                  |  |                 |                  |                  |                  |                  |                  |  |                   |                   |                  |                  |                  |                  |  |
|  | G4 2             | Emelec              | 2                    | 0                    | 2                |   |                 |                  |                  |                  |                  |                  |  |                 |                  |                  |                  |                  |                  |  |                   |                   |                  |                  |                  |                  |  |
|  |                  |                     |                      |                      |                  |   |                 |                  |                  |                  |                  |                  |  |                 |                  |                  |                  |                  |                  |  |                   |                   |                  |                  |                  |                  |  |

- Nota: En cada llave, el equipo que ocupa la primera línea es el que definió la serie como local.
- Nota 2: En las llaves de octavos de final, a cada equipo se le indica "Gx p", donde p es la posición final que ocupó en el grupo x de la fase de grupos.

### Octavos de final
| 8 de mayo de 2001 | El Nacional | 1:2 (0:1) | Cruzeiro                 | Estadio Olímpico Atahualpa, Quito |                              |
|                   | Herrera 49' |           | Sorín 25' · Geovanni 76' | Árbitro(s): John Toro Rendón      | Árbitro(s): John Toro Rendón |

| 15 de mayo de 2001 | Cruzeiro                                                       | 4:1 (2:1) | El Nacional        | Estadio Mineirão, Belo Horizonte |                            |
|                    | Gómez 1' (a.g.) · Luisão 18' · Marcus Vinícius 67' · Ramos 85' |           | Herrera 32' (pen.) | Árbitro(s): Gustavo Méndez       | Árbitro(s): Gustavo Méndez |

| 9 de mayo de 2001 | São Caetano | 1:0 (0:0) | Palmeiras | Estadio Anacleto Campanella, São Caetano do Sul |                                        |
|                   | Marlon 81'  |           |           | Árbitro(s): Alfredo dos Santos Löbling          | Árbitro(s): Alfredo dos Santos Löbling |

| 16 de mayo de 2001 | Palmeiras                           | 1:0 (0:0) (5:3 p.)         | São Caetano                            | Estadio Palestra Itália, São Paulo |                             |
|                    | Muñoz 82'                           |                            |                                        | Árbitro(s): Edílson Pereira        | Árbitro(s): Edílson Pereira |
|                    |                                     | Tiros desde el punto penal |                                        |                                    |                             |
|                    | Alex · Tuta · Lopes · Felipe · Arce |                            | Griggio · Nelsinho · Daniel · Serginho |                                    |                             |

| 10 de mayo de 2001 | Junior                     | 2:3 (2:1) | Boca Juniors                   | Estadio Metropolitano, Barranquilla |                             |
|                    | Arriaga 29' · Zambrano 39' |           | Delgado 6', 80' · Riquelme 65' | Árbitro(s): Antônio Pereira         | Árbitro(s): Antônio Pereira |

| 16 de mayo de 2001 | Boca Juniors        | 1:1 (1:1) | Junior      | Estadio La Bombonera, Buenos Aires |                             |
|                    | Barros Schelotto 9' |           | Zambrano 1' | Árbitro(s): Jorge Larrionda        | Árbitro(s): Jorge Larrionda |

| 9 de mayo de 2001 | Deportes Concepción | 1:3 (1:1) | Vasco da Gama                  | Estadio Municipal, Concepción |                           |
|                   | Verdugo 9'          |           | Juninho 20', 90' · Romário 65' | Árbitro(s): Ubaldo Aquino     | Árbitro(s): Ubaldo Aquino |

| 16 de mayo de 2001 | Vasco da Gama | 1:0 (0:0) | Deportes Concepción | Estadio São Januário, Río de Janeiro |                          |
|                    | Juninho 50'   |           |                     | Árbitro(s): Saúl Feldman             | Árbitro(s): Saúl Feldman |

| 9 de mayo de 2001 | América de Cali             | 2:0 (0:0) | Nacional | Estadio Pascual Guerrero, Cali |                             |
|                   | Ferreira 46' · González 51' |           |          | Árbitro(s): Wilson de Souza    | Árbitro(s): Wilson de Souza |

| 17 de mayo de 2001 | Nacional           | 1:3 (0:2) | América de Cali                        | Estadio Centenario, Montevideo |                              |
|                    | Morales 89' (pen.) |           | Vásquez 33' · Ferreira 40' · Mafla 90' | Árbitro(s): Horacio Elizondo   | Árbitro(s): Horacio Elizondo |

| 8 de mayo de 2001 | Cobreloa                  | 2:3 (1:1) | Rosario Central                            | Estadio Municipal, Calama   |                             |
|                   | Abdala 15' · Tagliani 81' |           | Loeschbor 43' · Cuberas 57' · González 87' | Árbitro(s): Jorge Larrionda | Árbitro(s): Jorge Larrionda |

| 15 de mayo de 2001 | Rosario Central | 1:1 (1:0) | Cobreloa     | Estadio Gigante de Arroyito, Rosario |                             |
|                    | De Bruno 38'    |           | Tagliani 84' | Árbitro(s): Carlos Amarilla          | Árbitro(s): Carlos Amarilla |

| 10 de mayo de 2001 | Cerro Porteño                | 2:1 (1:1) | Cruz Azul    | Estadio General Pablo Rojas, Asunción |                           |
|                    | Ferreira 42' · Caballero 85' |           | Almaguer 10' | Árbitro(s): Ángel Sánchez             | Árbitro(s): Ángel Sánchez |

| 16 de mayo de 2001 | Cruz Azul                     | 3:1 (3:1) | Cerro Porteño | Estadio Azul, Ciudad de México |                        |
|                    | Cardozo 3', 32' · Morales 29' |           | Campos 8'     | Árbitro(s): Óscar Ruiz         | Árbitro(s): Óscar Ruiz |

| 9 de mayo de 2001 | Emelec                        | 2:0 (1:0) | River Plate | Estadio George Capwell, Guayaquil |                             |
|                   | Aguírrez 20' · Candelario 67' |           |             | Árbitro(s): Henry Cervantes       | Árbitro(s): Henry Cervantes |

| 17 de mayo de 2001 | River Plate                                           | 5:0 (2:0) | Emelec | Estadio Monumental, Buenos Aires |                               |
|                    | Ayala 21' · Saviola 34', 61' · Yepes 55' · Ortega 66' |           |        | Árbitro(s): Epifanio González    | Árbitro(s): Epifanio González |

### Cuartos de final
| 23 de mayo de 2001 | Palmeiras           | 3:3 (1:2) | Cruzeiro                                      | Estadio Palestra Itália, São Paulo |                             |
|                    | Lopes 17', 62', 89' | Reporte   | Jackson 42' · Geovanni 44' · Jorge Wágner 82' | Árbitro(s): Luciano Almeida        | Árbitro(s): Luciano Almeida |

| 30 de mayo de 2001 | Cruzeiro                                                                      | 2:2 (1:0) (3:4 p.)         | Palmeiras                                                 | Estadio Mineirão, Belo Horizonte |                          |
|                    | Alessandro 5' · Cris 59'                                                      | Reporte                    | Arce 53' · Alexandre 85'                                  | Árbitro(s): Carlos Simon         | Árbitro(s): Carlos Simon |
|                    |                                                                               | Tiros desde el punto penal |                                                           |                                  |                          |
|                    | Ramos · Cris · Luisão · Ricardinho · Jackson · Marcus Vinícius · Marcos Paulo |                            | Alex · Lopes · Galeano · Felipe · Arce · Fernando · Muñoz |                                  |                          |

| 23 de mayo de 2001 | Vasco da Gama | 0:1 (0:0) | Boca Juniors         | Estadio São Januário, Río de Janeiro |                            |
|                    |               | Reporte   | Barros Schelotto 69' | Árbitro(s): Gustavo Méndez           | Árbitro(s): Gustavo Méndez |

| 30 de mayo de 2001 | Boca Juniors                             | 3:0 (3:0) | Vasco da Gama | Estadio La Bombonera, Buenos Aires |                              |
|                    | Matellán 11' · Barros Schelotto 21', 31' | Reporte   |               | Árbitro(s): Gilberto Hidalgo       | Árbitro(s): Gilberto Hidalgo |

| 22 de mayo de 2001 | Rosario Central | 1:0 (1:0) | América de Cali | Estadio Gigante de Arroyito, Rosario |                               |
|                    | Pizzi 22'       | Reporte   |                 | Árbitro(s): Epifanio González        | Árbitro(s): Epifanio González |

| 29 de mayo de 2001 | América de Cali                                                             | 3:2 (2:0) (3:4 p.)         | Rosario Central                                                                | Estadio Pascual Guerrero, Cali |                             |
|                    | Vásquez 5' · Herrera 10' · González 69'                                     | Reporte                    | Pizzi 89', 90+1'                                                               | Árbitro(s): Jorge Larrionda    | Árbitro(s): Jorge Larrionda |
|                    |                                                                             | Tiros desde el punto penal |                                                                                |                                |                             |
|                    | Maziri · Barbat · Ferreira · Vásquez · Cardona · Navarro · Herrera · Zapata |                            | Díaz · Lequi · Cuberas · Vespa · Pizzi · De Bruno · Moreno y Fabianesi · Erroz |                                |                             |

| 23 de mayo de 2001 | River Plate | 0:0     | Cruz Azul | Estadio Monumental, Buenos Aires |                            |
|                    |             | Reporte |           | Árbitro(s): Márcio Rezende       | Árbitro(s): Márcio Rezende |

| 29 de mayo de 2001 | Cruz Azul                       | 3:0 (3:0) | River Plate | Estadio Azteca, Ciudad de México |                             |
|                    | Palencia 19', 25' · Cardozo 43' | Reporte   |             | Árbitro(s): Antônio Pereira      | Árbitro(s): Antônio Pereira |

### Semifinales
| 7 de junio de 2001 | Boca Juniors                              | 2:2 (1:1) | Palmeiras                   | Estadio La Bombonera, Buenos Aires |                           |
|                    | Barros Schelotto 42' (pen.) · Barijho 55' | Reporte   | Alex 18' · Fábio Júnior 53' | Árbitro(s): Ubaldo Aquino          | Árbitro(s): Ubaldo Aquino |

| 13 de junio de 2001 | Palmeiras                              | 2:2 (1:2) (2:3 p.)         | Boca Juniors                             | Estadio Palestra Itália, São Paulo |                        |
|                     | Fábio Júnior 36' · Bermúdez 66' (a.g.) | Reporte                    | Gaitán 2' · Riquelme 17'                 | Árbitro(s): Óscar Ruiz             | Árbitro(s): Óscar Ruiz |
|                     |                                        | Tiros desde el punto penal |                                          |                                    |                        |
|                     | Alex · Lopes · Basílio · Muñoz · Arce  |                            | Riquelme · Traverso · Delgado · Bermúdez |                                    |                        |

| 7 de junio de 2001 | Cruz Azul                         | 2:0 (1:0) | Rosario Central | Estadio Azteca, Ciudad de México |                              |
|                    | Cardozo 36' · Palencia 75' (pen.) | Reporte   |                 | Árbitro(s): Gilberto Hidalgo     | Árbitro(s): Gilberto Hidalgo |

| 14 de junio de 2001 | Rosario Central                        | 3:3 (2:2) | Cruz Azul                                    | Estadio Gigante de Arroyito, Rosario |                                  |
|                     | Pizzi 38' (pen.) · Maceratesi 42', 60' | Reporte   | Almaguer 7' · Adomaitis 44' · Palencia 90+3' | Árbitro(s): Mario Sánchez Yantén     | Árbitro(s): Mario Sánchez Yantén |

### Final
| Ida; 20 de junio de 2001, 19:30 (UTC-6)                                                          | Cruz Azul | 0:1 (0:0) | Boca Juniors | Estadio Azteca, Ciudad de México                            |                                                             |
|                                                                                                  |           |           | Delgado 79'  | Asistencia: 110 000 espectadores Árbitro(s): Márcio Rezende | Asistencia: 110 000 espectadores Árbitro(s): Márcio Rezende |
| • Fue el partido con la mayor asistencia de público en toda la historia de la Copa Libertadores. |           |           |              |                                                             |                                                             |

| Vuelta; 28 de junio de 2001, 21:30 (UTC-3) | Boca Juniors                          | 0:1 (0:1) (3:1 p.)         | Cruz Azul                                  | Estadio La Bombonera, Buenos Aires                           |                                                              |
|                                            |                                       |                            | Palencia 45'                               | Asistencia: 50 600 espectadores Árbitro(s): Gilberto Hidalgo | Asistencia: 50 600 espectadores Árbitro(s): Gilberto Hidalgo |
|                                            |                                       | Tiros desde el punto penal |                                            |                                                              |                                                              |
|                                            | Riquelme · Serna · Delgado · Bermúdez |                            | Palencia · Galdames · Hernández · Pinheiro |                                                              |                                                              |

|                                 |
| Bandera de Argentina            |
| Campeón Boca Juniors 4.º título |

## Estadísticas

### Goleadores
| Jugador                    | Club            | Goles |
| -------------------------- | --------------- | ----- |
| Lopes                      | Palmeiras       | 9     |
| Geovanni                   | Cruzeiro        | 7     |
| Francisco Palencia         | Cruz Azul       | 7     |
| Juan Antonio Pizzi         | Rosario Central | 7     |
| Julio González             | Guaraní         | 6     |
| Nicolás Tagliani           | Cobreloa        | 6     |
| Guillermo Barros Schelotto | Boca Juniors    | 5     |
| Martín Cardetti            | River Plate     | 5     |
| Marcelo Delgado            | Boca Juniors    | 5     |
| Fábio Júnior               | Palmeiras       | 5     |
| Virgilio Ferreira          | Cerro Porteño   | 5     |
| Jersson González           | América de Cali | 5     |